# Henglin (köpinghuvudort i Kina, Hubei Sheng, lat 30,53, long 113,18)
Henglin (kinesiska: 横林, 横林镇) är en köpinghuvudort i Kina. Den ligger i provinsen Hubei, i den centrala delen av landet, omkring 110 kilometer väster om provinshuvudstaden Wuhan. Antalet invånare är 63 621. Befolkningen består av 29 523 kvinnor och 34 098 män. Barn under 15 år utgör 16,0 %, vuxna 15-64 år 74 %, och äldre över 65 år 8,0 %.
Runt Henglin är det tätbefolkat, med 613 invånare per kvadratkilometer. Närmaste större samhälle är Jingling, 15,0 km nordväst om Henglin. Trakten runt Henglin består till största delen av jordbruksmark.
Genomsnittlig årsnederbörd är 1 462 millimeter. Den regnigaste månaden är maj, med i genomsnitt 197 mm nederbörd, och den torraste är december, med 25 mm nederbörd.